# Aire urbaine de Honfleur
L'aire urbaine de Honfleur est une aire urbaine française constituée autour de la ville de Honfleur (Calvados).
En 1999, ses 14 944 habitants faisaient d'elle la 311e des 354 aires urbaines françaises.

## Caractéristiques
D'après la délimitation établie par l'INSEE, l'aire urbaine de Honfleur est composée de 10 communes, situées dans le Calvados et l'Eure. 
5 des communes de l'aire urbaine font partie de son pôle urbain, l'unité urbaine (couramment : agglomération) de Honfleur.
Les 5 autres communes, dites monopolarisées, sont toutes des communes rurales.
L’aire urbaine de Honfleur appartient à l’espace urbain de Paris.
Le tableau suivant indique l’importance de l’aire dans les départements concernés (les pourcentages s'entendent en proportion de chaque département) :
| Département | Communes | Communes (%) | Superficie (km²) | Superficie (%) | Population (1999) | Population (%) |
| ----------- | -------- | ------------ | ---------------- | -------------- | ----------------- | -------------- |
| Calvados    | 8        | 1,1          | 52,24            | 0,9            | 13 845            | 2,1            |
| Eure        | 2        | 0,3          | 20,06            | 0,3            | 1 099             | 0,2            |

## Les 10 communes de l’aire
Voici la liste et les caractéristiques des communes de l'aire urbaine de Honfleur.
| Code INSEE | Commune                  | Type de commune              | Dép.     | Superficie (km²) | Population (1999) | Densité (hab./km²) |
| ---------- | ------------------------ | ---------------------------- | -------- | ---------------- | ----------------- | ------------------ |
| 14001      | Ablon                    | Commune du pôle urbain       | Calvados | +0012,           | +0 0001 047,      | +00087,25          |
| 14243      | Équemauville             | Commune du pôle urbain       | Calvados | +0005,98         | +0 0001 212,      | +00202,68          |
| 14286      | Fourneville              | Commune rurale monopolarisée | Calvados | +0006,86         | +00 000351,       | +00051,17          |
| 14299      | Genneville               | Commune rurale monopolarisée | Calvados | +0009,36         | +00 000597,       | +00063,78          |
| 14304      | Gonneville-sur-Honfleur  | Commune du pôle urbain       | Calvados | +0008,5          | +00 000723,       | +00085,06          |
| 14333      | Honfleur                 | Commune du pôle urbain       | Calvados | +0001,37         | +0 0008 178,      | +05 982,44         |
| 14536      | La Rivière-Saint-Sauveur | Commune du pôle urbain       | Calvados | +0005,39         | +0 0001 578,      | +00292,76          |
| 14687      | Le Theil-en-Auge         | Commune rurale monopolarisée | Calvados | +0002,78         | +00 000159,       | +00057,19          |
| 27233      | Fatouville-Grestain      | Commune rurale monopolarisée | Eure     | +0010,26         | +00 000536,       | +00052,24          |
| 27243      | Fiquefleur-Équainville   | Commune rurale monopolarisée | Eure     | +0009,8          | +00 000563,       | +00057,45          |
|            | Total                    |                              |          | +0072,3          | +00014 944,       | +00206,69          |

En 2006, la population s’élevait à 15 095 habitants.